# Aubonne (Vaud)
Pour les articles homonymes, voir Aubonne.
Aubonne est une commune suisse du canton de Vaud, située dans le district de Morges qui fait partie de La Côte.

## Géographie
Le territoire d'Aubonne s'étend sur 6,87 km2. Lors du relevé de 2013-2018, les surfaces d'habitations et d'infrastructures représentaient 15,4 % de sa superficie, les surfaces agricoles 57,4 %, les surfaces boisées 26,9 % et les surfaces improductives 0,6 %.

## Population et société

### Gentilé et surnom
Les habitants de la commune se nomment les Aubonnois.
Ils sont surnommés les Tourne-Truie (lè Revire-Troûïe en patois vaudois). Selon la légende, une truie entrée dans un jardin potager aurait été soumise au même châtiment que les maraudeurs, à savoir être placée dans le tourniquet, une cage munie de manivelles.
Les habitants du hameau de Bougy-Saint-Martin sont surnommés lè Gâ, soit les gueux.

### Démographie

#### Évolution de la population
La commune compte 3 840 habitants au 31 décembre 2023 pour une densité de population de 559 hab/km2. Sur la période 2010-2023, sa population a augmenté de 9,9 % (canton : 18,6 % ; Suisse : 9,4 %).  

#### Pyramide des âges
En 2023, le taux de personnes de moins de 30 ans s'élève à 33,1 %, au-dessous de la valeur cantonale (34,6 %). Le taux de personnes de plus de 60 ans est quant à lui de 24,1 %, alors qu'il est de 22,5 % au niveau cantonal.
La même année, la commune compte 1 913 hommes pour 1 927 femmes, soit un taux de 49,8 % d'hommes, supérieur à celui du canton (49,1 %).
| Hommes | Classe d’âge | Femmes |
| ------ | ------------ | ------ |
| 0,6    | 90 ans ou +  | 1,6    |
| 6,2    | 75 à 89 ans  | 8,7    |
| 15,7   | 60 à 74 ans  | 15,3   |
| 23,8   | 45 à 59 ans  | 22,6   |
| 19,5   | 30 à 44 ans  | 19,9   |
| 17,9   | 15 à 29 ans  | 16,1   |
| 16,2   | - de 14 ans  | 15,9   |

| Hommes | Classe d’âge | Femmes |
| ------ | ------------ | ------ |
| 0,6    | 90 ans ou +  | 1,4    |
| 6,5    | 75 à 89 ans  | 8,7    |
| 13,5   | 60 à 74 ans  | 14,3   |
| 20,9   | 45 à 59 ans  | 20,9   |
| 22,3   | 30 à 44 ans  | 21,7   |
| 19,6   | 15 à 29 ans  | 17,7   |
| 16,6   | - de 14 ans  | 15,3   |

## Histoire

Vue aérienne de 400 m par Walter Mittelholzer (1919)

Au Moyen Âge, la dynastie féodale locale est la famille d'Aubonne. Le comte de Savoie Pierre II (1203-mai 1268), reçoit de Guerric d'Aubonne († v. 1261/1263), le 23 août 1255 ou 1259, la part principale de la seigneurie. La part secondaire, dite des coseigneurs d'Aubonne, reste aux mains des descendants de Jacques (II) d'Aubonne, frère puîné de Guerric, jusqu'à Marguerite/Margot d'Aubonne, † en 1458, femme d'Henri de Montricher ; puis la coseigneurie passe aux Menthon, Jean de Menthon de Dusilly, fils d'Henri seigneur de Menthon, étant le cousin germain maternel de Margot d'Aubonne, dont la mère était Mirande de Menthon). La fille de Pierre II, Béatrice de Faucigny (v. 1234/1237-1310), en hérite (avec Coppet et Commugny) ; et vers 1271, elle cède à sa tante maternelle Béatrice de Faucigny (°v.1210-† ap. le 8 mars 1276), veuve d'Etienne II de Thoire-Villars (°1200-† 1248).
Aubonne suit alors le destin féodal de Coppet, passant des Thoire-Villars aux Al(l)aman ; aux La Baume, sires de L'Abergement ; aux Grandson ; et aux Gruyère. Mais un accord passé le 17 mars 1425 donne Coppet et Commugny au duc Amédée VIII, tandis qu'Aubonne reste au comte Antoine de Gruyère (v. 1395-v. 1434). Son descendant Michel, dernier comte de Gruyère (av. 1539-1576), retrouve Coppet (agrémenté de Rolle), mais, ruiné, finit par perdre toutes ses seigneurie, comté et baronnies (Rolle, Mont-le-Vieux, Aubonne et Coppet) dans les années 1540 et 1550. Les terres et seigneuries d'Aubonne étaient aussi dites « baronnie d'Aubonne », et Michel de Gruyère, avant sa déconfiture, était dit seigneur ou « baron » d'Aubonne.
En 1553/1554 (le 8 octobre 1554, notamment), l'avoyer de Lucerne Nicolas de Meggen acquiert Aubonne par subhastation, et la revend en septembre 1556 à Jean de Lettes de Montpezat († 1563), ancien évêque défroqué devenu huguenot. Le fils de ce dernier, François de Lettes, est accusé d'exactions et il doit vendre le 5 janvier 1585 à Wilhelm de Vuillermin de Montricher (de Morges), qui revend dès le 21 mai 1585 à Jean-Henri Lochmann, banneret de Zurich, suivi de son frère Gaspard Lochmann ; Gaspard vend le 12 décembre 1592 à François Villain (de Genève), qui, accusé de trahison, est dépossédé de sa baronnie, revendue le 7 octobre 1620 à Théodore de Mayerne (1573-1655). Armand de Caumont, marquis Montpouillan (1626-1701), fils de Henri-Nompar de Caumont, duc de La Force et gendre du précédent par son mariage en 1659 avec Adrienne Turquet de Mayerne (1638-† 1662), vend la terre d'Aubonne le 28 avril 1670 à Jean-Baptiste Tavernier.
L'aventurier Jean-Baptiste Tavernier (1605-1689) achète donc en avril 1670 la baronnie et le château d'Aubonne ; suivi d'Henri du Quesne (1642-1722) le 2 janvier 1685 ; puis de LL. EE. de Berne (Messieurs de Berne, Leurs Excellences du Conseil de Berne) le 1er février 1701.
La Révolution vaudoise de 1798 émancipe Aubonne, membre de l'État vaudois.
Le 1er juillet 2011, la commune de Pizy a fusionné avec la commune d'Aubonne. Puis, le 1er janvier 2021, c’est celle de Montherod qui a rejoint la commune d’Aubonne.

### Héraldique
| Armes de Dompierre | Les armes de la commune d’Aubonne se blasonnent ainsi : Parti de gueules et d’or. |

## Hydrographie

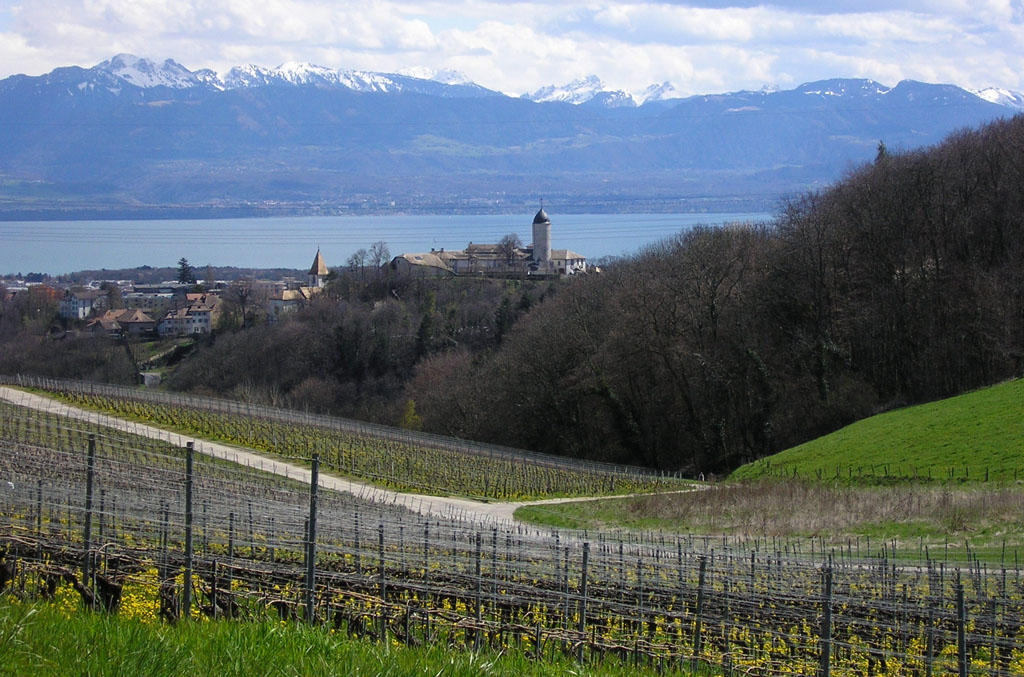
Vue depuis Saint-Livres.

Aubonne est traversée par la rivière l'Aubonne, qui marque la frontière avec Saint-Livres, Lavigny et Étoy.
Les ruisseaux suivants s'écoulent aussi sur le territoire de la commune : l'Armary, la Malarmary, l'Eau Noire, la Bossenaz, la Grollue et le Roju.

## Loisirs
- Arboretum du Vallon de l'Aubonne
- Parcours VITA
- Signal de Bougy
- Cinéma Rex
- Théâtre (les Éphémères, la Dentcreuze)
- Football Club Chêne-Aubonne
- Piscine ouverte d'Aubonne

## Manifestations
- Triathlon d'Aubonne, chaque année au mois de septembre ;
- Course à pied Aubonne - Signal de Bougy, chaque année au mois d'avril ;
- Festival « Regards de Voyages » - Films de voyages projetés au cinéma Rex, chaque année au printemps ;
- Aubonn'Expo, comptoir régional, tous les trois ans (dernière fois en 2018) ;
- Abbaye d'Aubonne, tous les trois ans (dernière fois en 2019) ;
- Fêtes/festivals au Château (Fêtes du Château, Festival de La Côte en 2005 et 2008, Barbacane en 2011 et Albona Festival en 2018) ;
- Aubonne Gourmande, marche à la découverte du terroir régional une fois par année ;
- Aubonn'Apéro, concert et restauration tous les vendredis d'été sous la Grenette au centre du Bourg (monument d'importance nationale) ;
- Baz'Art au Château, exposition d'artisanat chaque année en novembre.

## Patrimoine bâti
Plusieurs objets situés sur la commune d'Aubonne sont répertoriés comme biens culturels d'importance nationale. Il s'agit du château, du manoir de Bougy (incluant le manège), de l'Hôtel de Ville, de la Maison d'Aspre et de la Poudrerie. La commune compte également les châteaux de Trévelin et d'Es-Bons.
La maison Ville, édifice sur arcades ouvertes construit en 1801-1810, abrite un marché couvert et, à l'étage, les salles de réunion des autorités,.
Le no 3 de la rue Tavernier conserve le souvenir d'anciennes halles avec passage voûté du XVIe s..
L'hôtel de ville, édifié sur le site de l'ancien hôpital médiéval, a été reconstruit en 1726 par l'architecte Guillaume Delagrange, transformé en 1836 par l'architecte Louis Wenger et converti alors en auberge de la Balance. L'administration des Postes s'y installe en 1896, puis en 1975 certains services communaux réintègrent les lieux. Enfin, après modernisation en 1991-1992, l'immeuble redevient officiellement « hôtel de ville ».
Le château d'Es-Bons s'élève dans le bas de la commune d'Aubonne, près d'Allaman, Sa curieuse appellation renvoie sans doute aux puits naturels, fréquents dans ce secteur, que l'on appelait des bons. Le domaine appartient en 1663 à Benjamin Begoz, châtelain d'Aubonne. Bien plus tard, vers 1830, ses descendants y installent une imprimerie qui édite deux journaux d'opinion L'Ami de la Campagne et La Constituante. Le domaine reste dans cette même famille jusqu'en 1857, date à laquelle il est acquis par E. Frossard de Saugy, propriétaire du château de Tartegnin. Esbons passe en 1905 à Jacques Bettems, puis peu après à la famille Streit. La maison de maître, datée 1781, frappe par sa tourelle élancée. Elle est classée en note 3 de l'inventaire architectural cantonal.

## Entreprises et services

### Entreprises
- Merck Serono
- Société Électrique des Forces de l'Aubonne (SEFA)
- Poudrerie d'Aubonne
- Alliance Presse[17]

### Industrie
- Poudrerie fédérale de La Vaux

### Hôpitaux
- Hôpital d'Aubonne

## Sociétés locales

### Sport
- Abbaye des amis réunis, tir à 300 m

## Transports
- Liaisons par bus avec Allaman, Bière, Bougy-Villars, Étoy, Féchy, Gimel, Lavigny, Montherod, Pizy, Rolle, Saint-Livres
- Autoroute A1, sortie 14 (Aubonne)
- Du 23 juillet 1896 au 17 mai 1952, une ligne ferroviaire électrifiée reliait Aubonne à Allaman et Gimel.

## Personnalités
- Charles-Ferdinand Ramuz, écrivain, y a enseigné.
- Franck Jotterand, journaliste et homme de lettres y vécut.
- Jean-Baptiste Tavernier, grand voyageur, propriétaire de la seigneurie d'Aubonne de 1670 à 1685.
- Georges de Mestral, l'inventeur de la fermeture Velcro, y vécut.
- Alexandre Yersin, bactériologiste qui découvrit le bacille de la peste, y est né et y vécut.
- Sibylle Blanc, comédienne est née à Aubonne.
- Michel Ier de Roumanie, roi, y vécut et y est mort.
- Matthieu Gafsou, photographe, né à Aubonne en 1981.
- Florens Deuchler, historien de l'art, y vécut et y est mort.